# Dreiband-Europameisterschaft 1979

Logo CEB (ausrichtender Verband)

Veranstaltungsort: Düren

Die Dreiband-Europameisterschaft 1979 war das 37. Turnier in dieser Disziplin des Karambolagebillards und fand vom 6. bis 11. März 1979 in Düren statt. Es war die fünfte Dreiband-EM in Deutschland.

## Geschichte
Wieder einmal spielte das Teilnehmerfeld nur um Platz zwei. Raymond Ceulemans dominierte das Turnier von Anfang an. Keiner seiner Gegner konnte mehr als 50 Punkte gegen ihn erreichen. Altmeister Johann Scherz wurde wieder einmal Zweiter. Der dritte Platz, der zur Weltmeisterschaft in Lima berechtigte, war hart umkämpft. Bis zur vorletzten Runde konnten diesen noch drei Akteure erreichen. Hier zeigte der nach Frankreich ausgewanderte Portugiese Egidio Vierat die besten Nerven und gewann die letzten drei Partien. Hinter dem Niederländer Rini van Bracht wurde Dieter Müller Fünfter. Er verlor nach gutem Start seine vier letzten Partien. Viel Pech hatte er in den Partien gegen Scherz (58:60) und Vierat (59:60). Der zweite deutsche Teilnehmer Günter Siebert, der erst einen Tag vor Turnierbeginn von seiner Teilnahme erfuhr, musste sich mit Platz zehn zufriedengeben. Der deutsche Meister Gert Tiedtke sagte sehr kurzfristig seine Teilnahme krankheitsbedingt ab.

## Modus
Gespielt wurde im System „Jeder gegen Jeden“ bis 60 Punkte mit Nachstoß/Aufnahmegleichheit.

## Abschlusstabelle

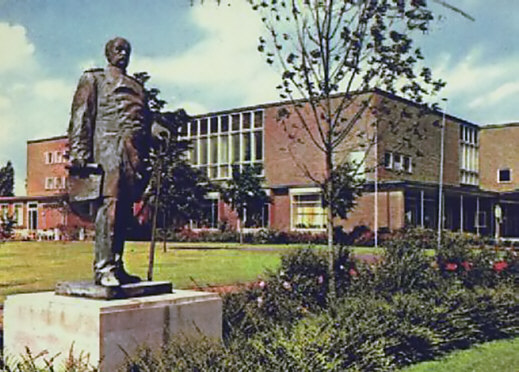
Stadthalle Düren (Das Gebäude hinter dem Denkmal)

| MP    | Match Points (Sieger = 2; Unentschieden = 1; Verlierer = 0) |
| Pkte. | Erzielte Karambolagen                                       |
| Aufn. | Benötigte Versuche                                          |
| GD    | Generaldurchschnitt                                         |
| BED   | Bester Einzeldurchschnitt eines Spielers                    |
| HS    | Höchstserie                                                 |
|       | Bester GD des Turniers                                      |
|       | Bester ED des Turniers                                      |
|       | Beste HS des Turniers                                       |
|       | 1. Platz (Gold)                                             |
|       | 2. Platz (Silber)                                           |
|       | 3. Platz (Bronze)                                           |

| Endklassement              | Endklassement     | Endklassement | Endklassement | Endklassement | Endklassement | Endklassement | Endklassement |
| Platz                      | Name              | MP            | Pkte.         | Aufn.         | GD            | BED           | HS            |
| -------------------------- | ----------------- | ------------- | ------------- | ------------- | ------------- | ------------- | ------------- |
| 1                          | Raymond Ceulemans | 22:0          | 660           | 482           | 1,369         | 2,000         | 10            |
| 2                          | Johann Scherz     | 18:4          | 639           | 603           | 1,059         | 1,500         | 8             |
| 3                          | Egidio Vierat     | 16:6          | 634           | 616           | 1,029         | 1,333         | 8             |
| 4                          | Rini van Bracht   | 16:6          | 612           | 613           | 0,998         | 1,538         | 10            |
| 5                          | Dieter Müller     | 13:9          | 610           | 665           | 0,917         | 1,200         | 8             |
| 6                          | Avelino Rico      | 12:10         | 597           | 695           | 0,858         | 1,016         | 8             |
| 7                          | Kurt Thøgersen    | 9:13          | 589           | 667           | 0,883         | 1,090         | 11            |
| 8                          | Mats Noren        | 8:14          | 593           | 749           | 0,791         | 0,923         | 9             |
| 9                          | Antonio Oddo      | 8:14          | 487           | 637           | 0,764         | 1,132         | 8             |
| 10                         | Günter Siebert    | 4:18          | 551           | 687           | 0,802         | 1,016         | 9             |
| 11                         | Wilson Neves      | 4:18          | 526           | 766           | 0,686         | 0,810         | 6             |
| 12                         | Jan Niederlander  | 2:20          | 441           | 708           | 0,622         | 0,659         | 9             |
| Turnierdurchschnitt: 0,879 |                   |               |               |               |               |               |               |